# سانیکاندرو دی باری
سانیکاندرو دی باری (به ایتالیایی: Sannicandro di Bari) یک کومونه در ایتالیا است که در استان باری واقع شده‌است. سانیکاندرو دی باری ۵۵ کیلومتر مربع مساحت و ۹٬۳۶۳ نفر جمعیت دارد و ۱۸۳ متر بالاتر از سطح دریا واقع شده‌است.